# سقف تیرپوش
سقف‌های تیرپوش در زمره ساده‌ترین و احتمالاً اولین اجزاء دست ساز باربر افقی می‌باشند که بار وارده را به جرزها منتقل می‌کند. این سیستم سازه‌ای افقی، بار سقف را با تحمل خمش به جرزها انتقال می‌دهند. تغییر فرم تیر چوبی و نزدیک شدن شکل آن به کمانی از دایره باعث ایجاد تنش‌های مختلفی در آن می‌شود که در محل تکیه گاه‌ها با نزدیک شدن تارها به هم «فشار» و در پایین با دور شدن تارها از هم «کشش» ایجاد می‌شود، به این ترتیب در مرکز تیر تارخنثی به همان اندازه سابق باقی مانده و «خمش» ایجاد می‌شود.
این سامانهٔ سازه‌ای، مجموعه‌ای از سازه‌های باربر متشکل از دیوارهای چوبی با تیرک‌های عمودی یا دیوارهای خشتی، آجری و سنگی است که توسط تیرهای چوبی افقی و لایه‌های روی آن پوشیده می‌شود.

## تاریخچه
پیشینهٔ ساختمان‌های تیرپوش به بیش از ۸۰۰۰ سال پیش باز می‌گردد. در آن تاریخ سازندگان بناها قادر به پوشش فضا با روش تاقی نبودند. آثار به جا مانده در تپه زاغه از وجود ساختمان‌های تیرپوش حکایت می‌کند. استفاده از تیر جهت پوشش فضاها تا دوره پارتی در معماری بناهای شاخص و بزرگ ایران استمرار داشت. اما از این دوره به بعد کاربرد این شیوه در معماری بناهای خاص و یادمانی کمتر شد و بیشتر مساجد و مدارس بزرگ با روش تاقی پوشیده شدند.

## اجزای ساختمان‌های تیرپوش
1. پایه یا دیوار:اندام عمودی سازه که تیرهای چوبی و اجزای روی آن را تحمل می‌کند و بار وارده را به زمین انتقال می‌دهد.
2. پالار:تیر اصلی حمال روی ستون است.
3. فرسب:تیرهای چوبی که روی پالار قرار می‌گیرند. اگر پالار نباشد فرسب‌ها مستقیما روی دیوار قرار می‌گیرند.
4. تیر:عنصری که روی فرسب قرار می‌گیرد.
5. تیرچه:چوبهایی با ضخامت حدود ۵ تا ۸ سانتیمتر که روی تیرها قرار می‌گیرند. گاهی از تخته ضخیم بجای تیرچه استفاده میشده.
6. لایه‌های گیاهی روی تیرچه‌ها:پس از قرارگیری تیرچه‌ها برای اینکه سطحی یکدست به وجود بیاید از عناصر گیاهی مانند حصیر یا سرخس وحشی خشک شده‌استفاده می‌کنند. ای مواد روی تیرچه‌ها را می‌پوشاند و مانع نفوذ رطوبت ساختمایه‌های گلی به بخش چوبی می‌شود.
7. پوشش نهایی بام:پس از قرارگیری حصیر یا پوشش گیاهی روی آن چند لایه ساختمایه قرار می‌گیرد. این لایه‌ها نقش عایق رطوبتی و حرارتی را دارند و یکی از سخت‌ترین مراحل اجرای پوشش تخت هستند. موادی مانند غوره گل،کاهگل در چند لایه و فرش آجری اجزای اصلی پوشش نهایی می‌باشند.

## کاربرد جغرافیایی
بیشترین کاربرد ساختمان‌های تیرپوش در معماری بومی ایران دیده می‌شود. آبادی‌های بسیاری در استان‌های کردستان، لرستان، آذربایجان، خوزستان، هرمزگان، بوشهر، خراسان و نواحی کوهستانی مرکزی از این روش بهره گرفته‌اند.